# Украина (пограничная земля)
Укра́ина (др.-рус. ѹкраина, в более поздних источниках украйна, вкраина, окраина, окрайна) — на Руси до XVIII века название приграничных территорий страны (краёв, областей) и городов, расположенных на рубеже с другими государствами, аналогично западноевропейским маркам (от лат. margo «край»). Города и земли (края), расположенные на этой территории, назывались украинными. Население украин, подвергавшееся частым набегам соседей, называлось на Руси украинцами, украинниками, украинянами или украинными людьми. Термин «украина» в значении «пограничье» встречался и в западнославянских языках.

## В историографии

### Древнерусское государство
Первое известное употребление слова ѹкраина содержится в Ипатьевской летописи, известной по спискам XV—XVI веков, в связи со смертью переяславского князя Владимира Глебовича в 1187 году: «ѡ нем же ѹкраина много постона». Здесь имелись в виду крепости Посульской оборонительной линии, оборонявшие Переяславское княжество и Русь в целом от половцев. Под 6697 (1189) годом встречается «ѹкраина галицкая», под 6721 (1213) перечисляются города, через которые прошёл князь Даниил Романович: Брест, Угровск, Верещин, Столп, Комов «и всю ѹкраинѹ».
Упоминание слова ѹкраины в аналогичном значении содержится в Псковских летописях, опубликованных в Полном собрании русских летописей (ПСРЛ).
В «Сказании ο Довмонте» 3-й Псковской летописи под 6779 (1271) говорится о сёлах псковской «ѹкраины». В «Слове святого Григория, изобретено в толцех (Слове об идолах)» русский книжник писал, что язычество отступило на «украины», где люди продолжали молиться старым богам, но делали это тайно: «…и ныня по украинам их молятся проклятому богу их Перуну, Хорсу и Мокоши и вилам, но творят акы оттай».

### Русское государство
В русско-литовских договорах XV века, в 1494 году, великий князь Иван Васильевич договаривается с великим князем литовским Казимиром об объединении «вкраинъных» подданных обоих правителей для возможной обороны от татар: «поидуть, брате, татарове на нашы вкраинъные места, и князем нашымъ и воеводамъ нашымъ, вкраинънымъ людемъ, сославъся, да боронитисе имъ иибоимъ с одного»; и о ненападении — «…і во вси наши Вкраинныи места не вступатися»; упоминаются также и «вкраинъные места» как территории, близкие к городам Любутску и Мценску. В договоре двух рязанских князей 1496 год обсуждается принадлежность территорий, и указывается, что «наши села в Мордве на Цне и на Украине, и те села ведати нам по записи». В сборнике скорописью XVII века из собрания Уварова говорится о набеге крымских татар в 1513 год году: «Лета 7021 пришли крымские люди на Рязанские украины».
В российском законодательстве XVII века часто упоминаются «украйна», «украйные городы», «государевы украйны», «наши украйны», «украйные/украинные городы дикого поля», «украйнские городы», говорится о пребывании воинских людей «на государеве службе на украйне»
При описании набегов хана Менгли I Герая и дальнейших русско-крымских войн упоминаются различные области, на которых разворачивались описываемые события — «украина за Окой», «крымские украины», «московские украины», «украина Венедиской земли» и т. п.
В российском законодательстве XVI—XVII веков неоднократно приводится список украинных городов этой территории: Тула, Кашира, Крапивна, Алексин, Серпухов, Таруса, Одоев. Имелись в виду города, входившие на тот момент в засечную черту против набегов крымских татар. Все они были начиная с 1583 года объединены в военно-административном отношении в Украинный разряд (позже Тульский). В отношении русско-крымской границы с конца XV века также говорилось: «украина», «наши украины», «наши украинные места». В 1571 году была составлена «Роспись сторожам из украиных городов от польския украины по Сосне, по Дону, по Мече и по иным речкам». В 1572 году, накануне битвы при Молодях, в наказе воеводе князю Михаилу Воротынскому об организации обороны от набегов крымских татар по реке Оке сказано:

«А которые воеводы по украинам которым быти по розписи на сходе з бояры и воеводами, и боярину и воеводе князю Михаилу Ивановичю Воротынскому по всем украинам розослати, чтоб по тому же, поимав памяти и розписав по головам детей боярских и боярских людей, да тот бы список прислати к боярину и воеводе ко князю Михаилу Ивановичю с товарищи заранее, а у себя противень оставити, чтоб боярину князю Михаилу Ивановичю с товарыщи было в ведоме заранее всех украин люди по смотру. А как люди сойдутца, и боярину и воеводе князю Михаилу Ивановичю Воротынскому с товарищи, приговоря день да вышед в котором месте пригоже, да в тот день во всех полкех и по всем украинам пересмотрити людей на конех в доспесех».

В «Летописце начала царства царя и великого князя Ивана Васильевича» (1553—1555 годов) при описании татарских набегов упоминаются Стародубские, Рязанские и Тульские украины. В псковских летописях под 1564 годом упоминается посол с Дацкой оукраины. Этим названием называлась порубежная территория Ливонии, захваченная у датского короля Фредерика II в ходе Ливонской войны:

А в порубежных наших местах во всех: в Пернов, в Апсле, в Коловери, в Лиговери и в иных наших местах, которые с твоею землею и с островы сошлися, рать и войну уняли есмя, и велели своим людям с твоими людьми украинными жити в покое, и торговати твоих людей в наши украинные городы, в Пернов и в Ругодив…

В жалованной грамоте Соловецкого монастыря от 1584 года сообщается о том, что в волостях от Свейской украины на берегу, зимой и летом живут немецкие люди. Здесь имеются ввиду выходцы из шведской Финляндии — шведы, фины и карелы, говорящие на иностранном языке.
В период Ливонской войны боярин Ф. В. Шереметов, князь И. П. Шуйский и многие другие, назывались украинными воеводами.
В XVI веке в Русском государстве существовали: на северной границе с Ливонией и Швецией — немецкая украина (Новгород, Старая Ладога), на западной границе с Великим княжеством Литовским — литовская украина (Псков, Великие Луки, Дорогобуж, Вязьма), на юго-западной границе с Польшей — польская или Слободская украина (то есть заселённая слободами), на южной границе с «Диким полем» Крымского ханства существовала Крымская украина, которая проходила по линии городов Рязань, Тула, Одоев, Белёв, Болхов, Козельск, на юго-восточной границе — Рязанская украина (Шацк, Пронск, Михайлов). До взятия Казани существовала Казанская украина (Владимир, Муром).
В XVII веке, после завоевания Сибири появляется Сибирская украина (Тюмень, Тобольск). Сибирские города встарь звались украйными. Под 1609 годом упоминается Вятская украина. В 1670 году богдойские люди приезжали в Нерчинский острог из «украинных юрт», в грамотах 1700 года сообщалось о «подданых китайских людей украинных мунгальцов, которые стоят под Селенгинском».
В 1618 году в Бельской летописи Ливны были названы украинным городом, который захватил гетман Сагайдачный:
А пришол он, пан Саадачной, с черкасы под украинной город под Ливны, и Ливны приступом взял, и многую кровь християнскую пролил, много православных крестьян и з женами и з детьми посек неповинно, и много православных християн поруганья учинил и храмы Божия осквернил и разорил и домы все християнские пограбил и многих жен и детей в плен поимал.
5 августа 1621 года «местом украинным», которое необходимо было укрепить, в царской грамоте были названы Соловецкие острова.
В XVIII веке на южном степном порубежье строится оборонительная украинская линия, к концу столетия эти укрепления теряют свою актуальность, в связи с ликвидацией Крымского ханства.

### Великое княжество Литовское
С середины XV века слово «украина» и производные от него, именно в значении любой пограничной земли, начинают встречаться в грамотах и договорах русских князей с королём Каземиром IV, Александром Ягеллончиком, Сигизмундом I, Николаем Радзивиллом, Сигизмундом II, Стефаном Баторием и Сигизмундом III .
В ранний период своего функционирования (от середины XIV до середины XV века), деловой язык канцелярии великих князей литовских — западнорусский письменный язык — для обозначения пограничья использует слово «украина». Сохранившиеся книги канцелярии великих князей литовских называют пограничные со Степью околицы «украинами», а местных жителей — «украинниками», или «людьми украинными». В то время понятие «Украйна» могло распространяться и на юг Великого княжества Литовского в целом — современная территория центральной Украины до Чёрного моря. В письме от 1500 года к крымскому хану Менгли-Гирею великий князь литовский называет «нашими украинами» Киевскую, Волынскую и Подольскую земли, в привилее 1539 года на сооружение замка в Киевском Полесье (далеко от границ с «Диким Полем») мотивируется пользой таких замков «на Украине».
В Пересопницком Евангелии XVI века описываются оукраины Иудейские, Сидонские, Тирские и др. В «Хронографе» западно-русской редакции XVI—XVII вв. упоминаются: «Влоская украина вся есть в Европии, речена Италия», «Сабинских королей украина», «украины Францужския и Баворския», «Чесские», «Немецкие», «Словенские и Угорские», «Арменския» и «множество мест и украин в велицей Азии».

### Польша
Матвей Стрыйковский в своей «Хронике Польской» XVI века, при описании своей биографии сообщал, что ездил на украину Московскую, где несколько лет служил солдатом в Витебске. Неоднократно упоминал украинные места в своём историческом повествовании.
Польская «Encyklopedyja Powszechna» сообщает, что слово ukraina в значении «пограничье государства» существовало и в старопольском языке. Данное слово встречалось в отношении краковских земель, пограничных земель с ятвягами, литовцами, поморянами и Тевтонским орденом.
Словарь «Słownik języka polskiego» С. Б. Линде, 1814 год: «Ukraina — украйна (украй, granica, kraina consinium, pokraina), pogranicze, ugranicze,
kray na granicy, das Grenzenland.»

### Чехия
Приграничные области под словом «украина» упоминаются в «Истории вкратце о Бохеме, еже есть о земле Чешъской» XVII века.

## Преобразование в имя собственное
В конце XVI — начале XVII века словом «Украина» стали обозначать также земли Среднего Поднепровья — центральные области современной Украины. В польских источниках (королевских и гетманских универсалах) упоминаются «замки и места наши украйные», «места и местечки украинные», «украина Киевская». В российском законодательстве XVII века фигурирует «украйна Малороссийская», «украйна, которая зовется Малою Россией», правобережье Днепра именовалось «Польской Украйной». Малороссия и Слободская Украйна в российском законодательстве четко разделялись: «Малороссийских городов жители приезжают в Русское государство и в украинные городы…». В конце XIX века термином «украина» стремившиеся к культурной автономии Малороссии силы начали заменять понятие Малороссия, а производное от него слово «украинцы» в ходе советской украинизации заменило в новом качестве этнонима как традиционное самоназвание «русин», так и официальное — «малоросс».
В современной украинской исторической науке существует версия, что название Украины происходит от слова «край», «краина» (укр. країна), то есть просто «страна», «земля, заселённая своим народом». При этом утверждается, что термины «україна» и «окраїна» всегда чётко различались по смыслу.
- «Общий план безлюдных земель, обычно называемых Украина, с прилегающими провинциями». Генеральная карта Украины Гийома Боплана 1648 года исполнена по заказу Владислава IV. Север — внизу карты
- Итальянская карта 1684 года, на которой словом VKRAINA, помимо земель запорожских казаков (Cosacchi di Zaporowa), названы территории донских казаков (Cosacchi Tanaiti)